# 王江舟
王江舟 (1961年11月—) ，东南大学移动通信国家重点实验室教授、香港大学名誉教授，主要从事信息与通信理论及应用等方面的研究。入选中华人民共和国教育部第七批"长江学者"特聘教授。